# Wenshan (Stadt)

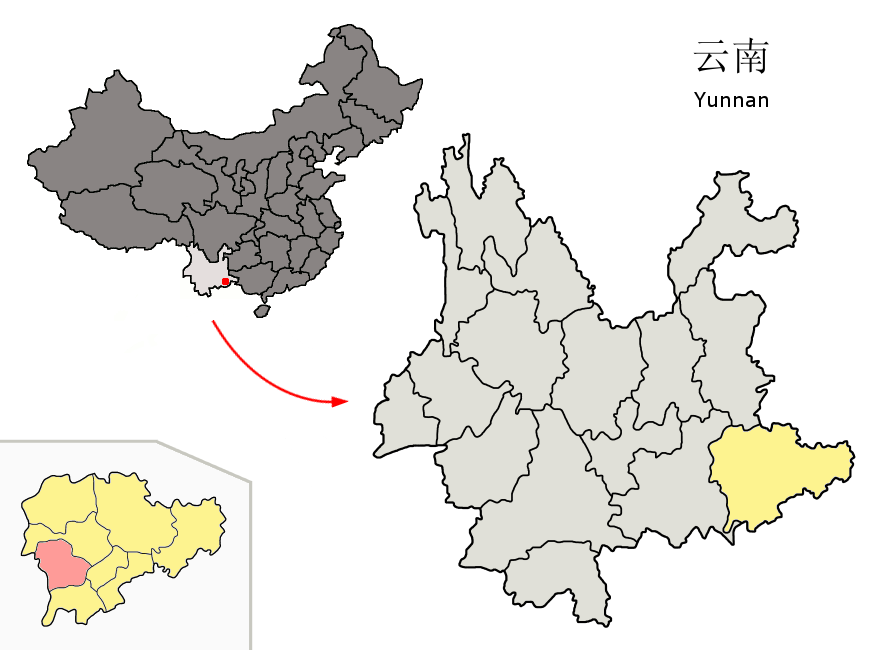
Lage der kreisfreien Stadt Wenshan (rosa) im Autonomen Bezirk Wenshan (gelb)

Die kreisfreie Stadt Wenshan (文山市,  Wénshān Shì) ist die Hauptstadt des Autonomen Bezirks Wenshan der Zhuang und Miao im Südosten der chinesischen Provinz Yunnan. Sitz der Stadtregierung ist die Großgemeinde Kaihua (开化镇). Die Stadt Wenshan hat eine Fläche von 2.957 km² und zählt 623.772 Einwohner (Stand: Zensus 2020).

## Administrative Gliederung
Auf Gemeindeebene setzt sich die Stadt aus acht Großgemeinden und sieben Gemeinden (davon fünf Nationalitätengemeinden) zusammen. Diese sind: 
- Großgemeinde Kaihua 开化镇
- Großgemeinde Gumu 古木镇
- Großgemeinde Pingba 平坝镇
- Großgemeinde Matang 马塘镇
- Großgemeinde Dehou 德厚镇
- Großgemeinde Xiaojie 小街镇
- Großgemeinde Zhuilijie 追栗街镇
- Großgemeinde Baozhu 薄竹镇

- Gemeinde Dongshan der Yi 东山彝族乡
- Gemeinde Lijing der Yi 柳井彝族乡
- Gemeinde Xinjie 新街乡
- Gemeinde Xigu 喜古乡
- Gemeinde Baxin der Yi 坝心彝族乡
- Gemeinde Binglie der Yi 秉烈彝族乡
- Gemeinde Hongdian der Hui 红甸回族乡